# Cleopatra A.S.G.
Cleopatra Algemene Studentenvereniging Groningen (kortweg Cleopatra) is een algemene studentengezelligheidsvereniging in Groningen. De vereniging is lid van de Landelijke Kamer van Verenigingen voor studentengezelligheidsverenigingen in Nederland, aangesloten bij  het eveneens landelijke Zusterlijke Eenheid uit Saamhorigheid en bij het plaatselijke Contractus Groningen. 

## Ontstaansgeschiedenis
Cleopatra is op 3 december 1985 opgericht als niet-traditioneel alternatief voor de reeds bestaande verenigingen in Groningen, en kwam voort uit een mentorgroep van de studie Economie aan de Rijksuniversiteit Groningen. Ten tijde van de oprichting van Cleopatra bestond in Groningen al een aantal studentengezelligheidsverenigingen, deze waren echter traditioneel (met ontgroening), christelijk, of bedoeld voor Friese studenten. Als motto hanteert de vereniging in dulci iubilo (vrij vertaald: in zoete jubel).
De vereniging kende meteen een snelle groei. Hoewel men in 1989 nog aangeeft dat 180 leden het gewenste maximum is, telt de vereniging er in 1992 inmiddels 230.
In 1993 kwam Cleopatra lokaal negatief in het nieuws, omdat het zich - samen met enkele andere organisaties - niet hield aan de gedragscode dat affiches van andere evenementen niet met de eigen affiches hoorden te worden overgeplakt.

## Gebouw
Binnen enkele jaren na de oprichting vindt de vereniging een vaste verblijfplaats in een pand aan de Reitemakersrijge. In 1994 is het vinden van goede nieuwe huisvesting voor Cleopatra een speerpunt op de agenda van de Groningse politieke partij Student en Stad. De sociëteit in het monumentale pand aan de Kleine Pelsterstraat 5/5a werd overigens in hetzelfde jaar al betrokken.

## Activiteiten
Cleopatra wil een gezelligheidsvereniging zijn voor alle studenten. Activiteiten zijn onder andere gala's, kampen en feesten. De vereniging is opgedeeld in structuren met vriendengroepen. Heten deze bij veel studentenverenigingen disputen en jaarclubs, Cleopatra noemt deze structuren boten en stammen. Ook organiseerde de vereniging jaarlijks een landelijk studentenschaaktoernooi. Leden van Cleopatra richten in 1989 het a-capellastudentenkoor Bathroom Scenario op. Sinds 2007 organiseert de vereniging het jaarlijkse, vrij toegankelijke popfestival Preipop.

## Externe banden
Cleopatra onderhoudt banden met de andere verenigingen in Groningen via Contractus Groningen. Ze maakt geen deel uit van een landelijke koepelorganisatie. Wel heeft ze vriendschappelijke betrekkingen met verenigingen uit andere studentensteden via het verband Zusterlijke Eenheid uit Saamhorigheid (ZEUS). Een aan Cleopatra gelieerde vereniging is de Oud-ledenvereniging Cleopatra (OLV Cleopatra), waar Cleopatranen na hun studietijd lid van kunnen worden.

## Bekende oud-leden
- Sharon Dijksma - PvdA-politica
- Sofie van den Enk - presentatrice en actrice
- Jakobien Groeneveld - schrijfster en GroenLinks-politica
- Stine Jensen - schrijfster en filosofe
- Arno Rutte - VVD-politicus
- Anne-Jan Toonstra - cabaretier
- Egbert de Vries - PvdA-politicus